# Dželada
Dželada (znanstveno ime Theropithecus gelada, amharsko ጭላዳ, latinizirano: č̣əlada, oromsko Jaldeessa daabee), včasih imenovana opica s krvavečim srcem ali pavijan dželada, je vrsta opic starega sveta, ki jih najdemo samo v Etiopskem višavju in živi na nadmorski višini 1800–4400 m nadmorske višine. Je edini živi član rodu Theropithecus, ime izhaja iz grških korenskih besed za 'zver-opica' (θηρο-πίθηκος: thēro-píthēkos). Tako kot njegovi bližnji sorodniki iz rodu Papio, pavijani, je večinoma kopenska in večino svojega časa preživi v iskanju hrane na travnikih, pri čemer trave predstavljajo do 90 % njegove prehrane.
Ima rumene do temno rjave dlake s temnim obrazom in bledimi vekami. Odrasli samci imajo na hrbtu daljšo dlako, na prsih pa vidno svetlo rdečo kožo v obliki peščene ure. Samice imajo tudi golo kožo, vendar je manj izrazita, razen med estrusom, ko postane svetlejša in pokaže 'ogrlico' s tekočino napolnjenih mehurjev. Samci tehtajo povprečno 18,5 kg, samice pa povprečno 11 kg. Dolžina glave in telesa je 50–75 cm z repom 30–50 cm.
Dželada ima zapleteno večnivojsko družbeno strukturo. Reproduktivne enote in moške enote sta dve osnovni skupini. Skupina je sestavljena iz več reproduktivnih enot in moških enot; skupnost je sestavljena iz enega do štirih skupin. Znotraj reproduktivnih enot so samice običajno tesno povezane. Samci se bodo preselili iz svoje natalne skupine, da bi poskušali nadzorovati lastno enoto, samice znotraj enote pa se lahko odločijo, ali bodo podprle ali nasprotovale novemu samcu. Če je v enoti več kot en samec, se lahko s samicami pari le eden. Dželada ima raznolik repertoar vokalizacij, ki naj bi bil po kompleksnosti blizu človeškemu.
Populacija dželad naj bi padla s 440.000 v 1970-ih na 200.000 leta 2008. Svetovna zveza za varstvo narave ga je uvrstila med najmanj ogrožena vrsta.

## Taksonomija in evolucija
Od leta 1979 je dželada običajno umeščena v svoj rod (Theropithecus), čeprav nekatere genetske raziskave kažejo, da bi bilo treba to opico združiti z njenim sorodnikom pavijanom (rod Papio); drugi raziskovalci so vrsto razvrstili še bolj oddaljeno od Papio. Medtem ko je Theropithecus gelada edina živa vrsta svojega rodu, so iz fosilnih zapisov znane ločene, večje vrste: T. brumpti, T. darti in T. oswaldi, ki so bile prej razvrščene v rod Simopithecus. Theropithecus, ki je trenutno omejen na Etiopijo, je znan tudi iz fosilnih primerkov, najdenih v Afriki in Sredozemlju v Aziji, vključno z Južno Afriko, Malavijem, Demokratično republiko Kongo, Tanzanijo, Ugando, Kenijo, Alžirijo, Marokom, Španijo in Indija (natančneje v Mirzapur, Cueva Victoria, Pirro Nord, Ternifine, Hadar, Turkana, Makapansgat in Swartkrans).
Dve podvrsti dželade sta:
- Northern gelada, T. g. gelada
- Eastern gelada, southern gelada, or Heuglin's gelada, T. g. obscurus

### Pogosto ime
Dželada je bila imenovana tudi z drugimi imeni, vključno z 'dželadski pavijan', 'krvaveči pavijan' ali preprosto 'babun', kar nakazuje monofiletsko razmerje s pavijani, ki so v zgodovini vključevali (razen Theropithecus) rod Papio (pravi pavijani) in Mandrillus (mandrili in drili). Od 1990-ih pa so molekularne filogenetske študije razjasnile odnose med opicami papionin, ki so pokazale, da so mangabi iz rodu Lophocebus tesneje povezani s Papio in Theropithecus, medtem ko so mangabi iz rodu Cercocebus tesneje povezani z Mandrillus. Te ugotovitve so v veliki meri razveljavile kakršno koli znanstveno utemeljeno utemeljitev za navajanje mandrilov in drilov kot pavijanov, saj bi to ob izključitvi nebabunom podobnih Lophocebus mangabeys ustvarilo polifiletno skupino. Status dželad je bil manj jasen in odnosi med Papio, Lophocebusom in Theropithecusom še naprej odražajo visoko stopnjo negotovosti, ki je še dodatno zapletena z odkritjem opice kipunji (tudi visokogorski mangabi). Kljub temu najnovejša in obsežna filogenetska študija do danes kaže, da medtem ko veliki deli genoma kažejo alternativno zgodovino, prevladujoče razmerje v genomu podpira tesnejše razmerje med Papio in Lophocebusom, s Theropithecusom kot stransko skupino. Ker je tesen sestrski odnos med Papiom in Theropithecusom najmanj podprt scenarij v nedavnih študijah, in 'dželada pavijan' in druga imena, ki nakazujejo tesno sorodstvo s pavijani, z vedno večjo jasnostjo niso znanstveno utemeljena, zaradi česar raziskovalci zagovarjajo skupno ime preprosto 'dželada'.

## Opis
Dželada je velika in robustna, poraščena je z rumeno do temno rjavo, grobo dlako in ima temen obraz s svetlimi vekami. Njene roke in noge so skoraj črne. Njen kratek rep se konča s šopom dlak. Odrasli samci imajo na hrbtu dolgo, gosto dlako. Dželada ima obraz brez dlak s kratkim gobcem, ki je bolj podoben šimpanzovemu kot pavijanskemu. Od pavijana ga je mogoče tudi fizično ločiti po svetli lisi kože na prsih. Ta obliž je v obliki peščene ure. Pri samcih je živo rdeč in obdan z belo dlako; pri samicah je precej manj izrazit, ko pa je v estrusu, samica postane svetlejša in na njej se oblikuje 'ogrlica' s tekočino napolnjenih mehurčkov. To naj bi bilo podobno oteklem zadnjiku, ki je običajno pri večini pavijanov, ki doživljajo estrus. Poleg tega imajo samice okrog svojih madežev kožo. Dželade imajo tudi dobro razvite ishialne žulje. Pri tej vrsti je viden spolni dimorfizem; samci v povprečju tehtajo 18,5 kg, medtem ko so samice manjše, v povprečju tehtajo 11 kg. Dolžina glave in telesa te vrste je 50–75 cm za oba spola. Dolžina repa je 30–50 cm .
Dželada ima več prilagoditev za svoj kopenski in žitojedi (travojedi) način življenja. Ima majhne, čvrste prste, prilagojene za puljenje trave, in ozke, majhne sekalce, prilagojene za njeno žvečenje. Dželada ima edinstveno hojo, znano kot premešana hoja, ki jo uporablja pri hranjenju. Čepi dvonožno in se premika z drsenjem stopal, ne da bi spremenila držo. Zaradi te hoje je dželadin zadek skrit spodaj, zato ni na voljo za ogled; njena svetlo rdeča lisa na prsih pa je vidna.
- Samec
- Samica
- Mlad samec
- Mlada dželada v sušnem obdobju

## Razširjenost in ekologija
Gelade najdemo le na visokih travnikih globokih sotesk osrednje etiopske planote. Živijo na višinah 1800–4400 m, uporabljajo pečine za spanje in gorska travišča za iskanje hrane. Ta travišča imajo široko razmaknjena drevesa, vsebujejo pa tudi grmovje in gosto goščavo. Visokogorska območja, kjer živijo, so po navadi hladnejša in manj sušna kot nižinska območja. Tako dželade običajno ne občutijo negativnih učinkov sušnega obdobja na razpoložljivost hrane. Kljub temu se na nekaterih območjih v sušnem obdobju pojavljajo zmrzali, v deževnem pa tudi neurja s točo.
Dželade so edini primati, ki so predvsem travojede in pašne živali – do 90 % njihove prehrane predstavljajo travni lističi. Jedo tako stebla kot semena trav. Ko so na voljo stebla in semena, imajo dželade raje semena. Jedo rože, korenike in korenine, kadar so na voljo, z rokami kopljejo zadnje dve. Zaužijejo zelišča, majhne rastline, plodove, nepozebnike, grmovnice in bodiko. Žuželke lahko jedo, vendar le redko in le, če jih je mogoče zlahka dobiti. V sušnem obdobju imajo zelišča prednost pred travami. Dželade jedo svojo hrano bolj kot parkljarji kot primati in lahko žvečijo svojo hrano enako učinkovito kot zebre.
Dželade so predvsem dnevne. Ponoči spijo na pobočjih pečin. Ob sončnem vzhodu zapustijo pečine in odpotujejo na vrhove planot, da bi se hranile in družile. Ko se jutro konča, družabne dejavnosti pojenjajo in dželade se osredotočijo predvsem na iskanje hrane. V tem času tudi potujejo. Ko se zvečeri, pokažejo več družabnih dejavnosti, preden se spustijo v pečine spat. Med plenilci, opaženimi pri lovu na dželade, so domači psi, leopard, serval, hijene in brkati ser.

## Vedenje

### Socialna struktura
Dželade živijo v zapleteni družbi na več ravneh, podobni družbi grivastega pavijana. Najmanjše in najosnovnejše skupine so reproduktivne enote, ki vključujejo do 12 samic, njihove mladiče in enega do štiri samce, ter popolnoma samske enote, ki jih sestavlja 2-15 samcev. Naslednja stopnja družb so skupine, ki jih sestavlja od dve do 27 reproduktivnih enot in več enot samcev. Črede sestavljajo do 60 reprodukcijskih enot, ki so včasih iz različnih skupin in trajajo kratek čas. Skupnosti so sestavljene iz ene do štirih skupin, katerih domači razponi se v veliki meri prekrivajo. Dželada običajno živi okoli 15 let.
Znotraj reproduktivnih enot so samice po navadi tesno povezane in imajo močne socialne vezi. Reproduktivne enote se razdelijo, če postanejo prevelike. Medtem ko imajo samice močne socialne vezi v skupini, samica komunicira le z največ tremi drugimi člani svoje enote. Negovanje in druge družbene interakcije med samicami običajno potekajo med pari. Samice v reproduktivni enoti obstajajo v hierarhiji, pri čemer imajo samice višjega ranga večjo reprodukcijsko uspešnost in več potomcev kot samice nižjega ranga. Tesno povezane samice imajo po navadi podoben hierarhični status. Samice na splošno ostanejo v svojih porodnih enotah vse življenje; primeri odhoda samic so redki. Agresija znotraj reprodukcijske enote, ki je redka, je običajno samo med samicami. Agresija je pogostejša med člani različnih reprodukcijskih enot in jo običajno sprožijo samice, vendar se lahko samci in samice z obeh strani pridružijo in sodelujejo, če se konflikt stopnjuje.
Samci lahko ostanejo v reproduktivni enoti štiri do pet let. Medtem ko so dželade tradicionalno veljale za družbo prenosa samcev, se zdi, da se bodo številni samci verjetno vrnili in razmnoževali v svojih porodnih skupinah. Kljub temu samci dželade zapustijo svoje natalne enote in poskušajo prevzeti lastno enoto. Samec lahko prevzame reproduktivno enoto bodisi z neposredno agresijo in bojem bodisi tako, da se enemu pridruži kot podrejeni in s seboj vzame nekaj samic, da ustvari novo enoto. Če je v enoti več kot en samec, se lahko samo eden od njih pari s samicami. Samice v skupini imajo lahko skupaj moč nad dominantnim samcem. Ko novi samec poskuša prevzeti enoto in strmoglaviti tamkajšnjega samca, se lahko samice odločijo, ali ga bodo podprle ali mu nasprotovale. Samec vzdržuje svoj odnos s samicami tako, da jih neguje, namesto da bi vsiljeval svojo prevlado, v nasprotju z družbo grivastih pavijanov. Samice sprejmejo samca v enoto tako, da se mu predstavijo. Vse samice ne morejo komunicirati s samcem. Običajno je lahko eden njegov glavni partner. Ta samica lahko včasih monopolizira samca. Samec lahko poskuša komunicirati z drugimi samicami, vendar se običajno ne odzivajo.
Večino enot, ki so sestavljene iz samcev, sestavlja več pododraslih in enega mladega odraslega, ki jih vodi en samec. Član enote samcev lahko preživi dve do štiri leta v skupini, preden se poskuša pridružiti reproduktivni enoti. Povsem moške skupine so na splošno agresivne tako do reproduktivnih enot kot do drugih popolnoma moških enot. Tako kot v reproduktivnih enotah je agresija znotraj samskih enot redka. Reproduktivne enote kot pasovi obstajajo v skupnem domačem območju. Znotraj skupine so člani tesno povezani in med enotami ni družbene hierarhije. Skupine običajno razpadejo vsakih osem do devet let, ko se na novem domačem območju oblikuje nova skupina.
Raziskovalci z Univerze Free State v Južni Afriki so med opazovanjem dželade med terenskimi študijami odkrili, da so opice sposobne 'varati' svojega partnerja in prikrivati svojo nezvestobo. Nedominantni samec se prikrito pari s samico, pri čemer oba potlačita svoje običajne paritvene krike, da ju ne bi slišali. Če ga odkrijejo, dominantni samec napade nepridiprave v jasni obliki kazni. To je prvič, da so med živalmi v divjini zabeleženi dokazi o poznavanju goljufanja in strahu pred odkritjem. Dr. Aliza le Roux z univerzitetnega oddelka za zoologijo in entomologijo verjame, da nepoštenost in kaznovanje nista edinstveni človeški lastnosti in da opazovani dokazi o tem vedenju med opicami dželada kažejo, da so korenine človeškega sistema prevare, zločina in kaznovanja res zelo globoko.
Med samotnimi etiopskimi volkovi in dželadami so opazili povezanost mešanih vrst. Glede na ugotovitve študije se opice dželada običajno ne premaknejo ob srečanju z etiopskimi volkovi, tudi če so bili sredi črede; pri 68 % srečanj ni bilo premikanja in samo pri 11 % je prišlo do premika, večjega od 10 m. V popolnem nasprotju s tem pa so dželade vedno bežale na velike razdalje v pečine, da bi se zavarovale, ko so naletele na agresivne domače pse.

### Razmnoževanje in starševstvo
Ko je v estrusu, samica usmeri zadnjico proti samcu in jo dvigne, rep pa premakne na eno stran. Samec se nato približa samici in pregleda njene prsi in genitalne predele. Samica se bo parila do petkrat na dan, običajno okoli poldneva. Razmnoževanje se lahko pojavi kadar koli v letu, čeprav imajo nekatera območja vrhunce rojstev.
Večina porodov se zgodi ponoči. Novorojenčki imajo rdeče obraze in zaprte oči ter so pokriti s črnimi dlakami. V povprečju novorojenčki tehtajo 464 g.
Če novi samec prevzame obvladovanje harema, imajo samice, ki jih je oplodil prejšnji vodja, 80-odstotno verjetnost splava, v pojavu, znanem kot Bruceov učinek. Samice pridejo v estrus hitro po porodu, zato samci nimajo veliko spodbude za detomor, čeprav se to zgodi v nekaterih skupnostih v regiji Arsi v Etiopiji, kar je lahko spodbuda za samice, da splavijo in se izogibajo skrbi za dojenčka, ki bo najverjetneje ubit.
Detomor pri dželadah ostaja dokaj neobičajen v primerjavi s številnimi primati, ki živijo v enotah enega samca, kot so gorile ali sivi langurji. Samice, ki prekličejo nosečnost, naj bi se hitreje povezale z novim voditeljem. Ko samec izgubi položaj prevladujočega gospodarja harema, mu lahko samice in novi vodja dovolijo, da ostane v družbeni enoti kot neplodni prebivalec in deluje kot varuška. Na ta način lahko nekdanji vodja zaščiti vse dojenčke, ki jih je rodil, pred tem, da bi jih novi vodja ubil, samice lahko zaščitijo mladiče, ki so jih rodile, in ko se novi vodja sooči s potencialnim tekmecem, bo bivši vodja bolj naklonjen da bi ga podpiral pri zadrževanju tekmecev.
Smrtnost med mladiči je najvišja v deževnem obdobju, vendar v povprečju več kot 85 % mladičev preživi do svojega četrtega rojstnega dne, kar je ena od velikih prednosti življenja v okolju z virom hrane, ki ga le malo drugih živali izkorišča, zato ga ne more vzdrževati številne velike plenilce.
Samice, ki so pravkar rodile, ostanejo na obrobju reproduktivne enote. Druge odrasle samice se lahko zanimajo za mladiče in jih celo ugrabijo. Mladiča mati nosi prvih pet tednov na trebuhu, nato pa na hrbtu. Mladiči se lahko samostojno premikajo pri starosti približno petih mesecev. Podrejeni samec v reproduktivni enoti lahko pomaga skrbeti za mladiča, ko je star šest mesecev.
Ko se oblikujejo črede, se mladiči lahko zberejo v igralne skupine s približno 10 posamezniki. Ko samci dosežejo puberteto, se zberejo v nestabilne skupine, neodvisne od reproduktivnih enot. Samice spolno dozorijo pri približno treh letih, vendar rodijo šele eno leto. Samci dosežejo puberteto pri približno štirih do petih letih, vendar se običajno ne morejo razmnoževati zaradi družbenih omejitev in počakajo, da so stari približno osem do deset let. Povprečna življenjska doba v naravi je 15 let.

### Komunikacija
Odrasle dželade uporabljajo raznolik repertoar vokalizacij za različne namene, kot so: stik, pomiritev, pomiritev, nagovarjanje, ambivalenca, agresija in obramba. Stopnja kompleksnosti teh vokalizacij naj bi bila blizu človeške. Sedijo in klepetajo drug z drugim, s čimer drugim v bližini sporočajo, da so na nek način pomembni za posameznika, ki 'govori'. Do neke mere so klici povezani s statusom posameznika. Poleg tega imajo samice klice, ki signalizirajo njihov estrus. Dželade komunicirajo tudi s kretnjami. Grožnje prikazujejo tako, da obrnejo zgornje ustnice nazaj na nosnice, da pokažejo svoje zobe in dlesni, in tako, da potegnejo lasišče nazaj, da pokažejo blede veke. Dželada se podredi tako, da pobegne ali se predstavi.

## Stanje ohranjenosti in interakcije med ljudmi
Kmetje v bližini narodnega parka Simien štejejo dželado za škodljivca pridelkov. Leta 2005 so povzročili povprečno 100 kg škode na pridelku na žival. Dželade so imele izrazito prednost do ječmena.
Leta 2008 je IUCN ocenil, da je dželada najmanj ogrožena, čeprav se je njihova populacija zmanjšala z ocenjenih 440.000 v 1970-ih na približno 200.000 v letu 2008. Navedena je v Dodatku II CITES. Glavne grožnje za dželado so zmanjšanje njihovega območja zaradi širitve kmetijstva in odstrel kot škodljivcev na pridelku. Prej so te opice ujeli v pasti, da bi jih uporabili kot laboratorijske živali ali jih lovili, da bi pridobili njihove kože za izdelavo oblačil. Od leta 2008 so bili podani predlogi za nov narodni park soteske Modrega Nila in rezervat soteske Indeltu (Šebelle) za zaščito večjega števila.